# Agreste

Sub-regiões do Nordeste: 1 • Meio-Norte, 2 • Sertão, 3 • Agreste e 4 • Zona da Mata

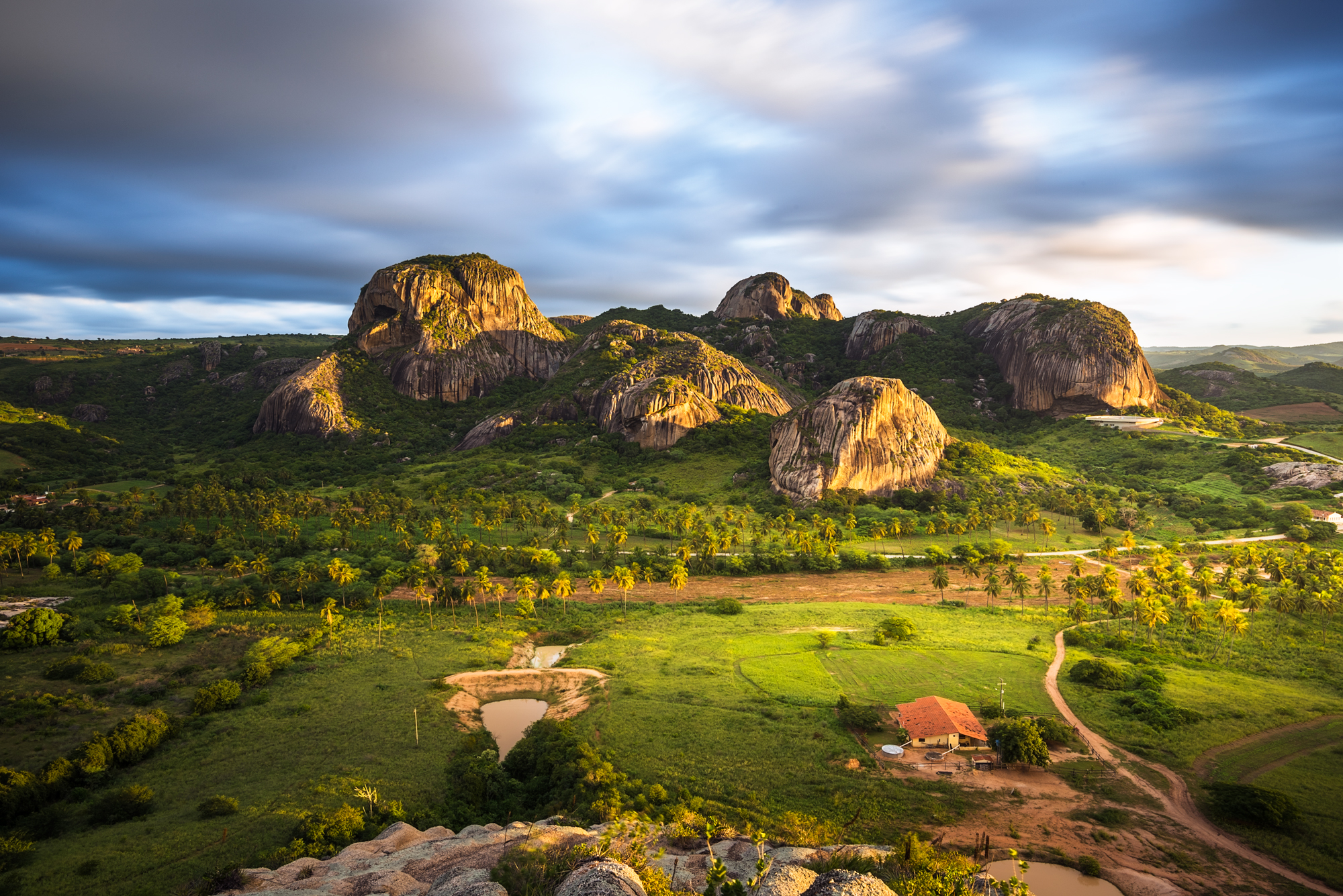
Serra da Araruna, Parque Estadual da Pedra da Boca, no planalto da Borborema

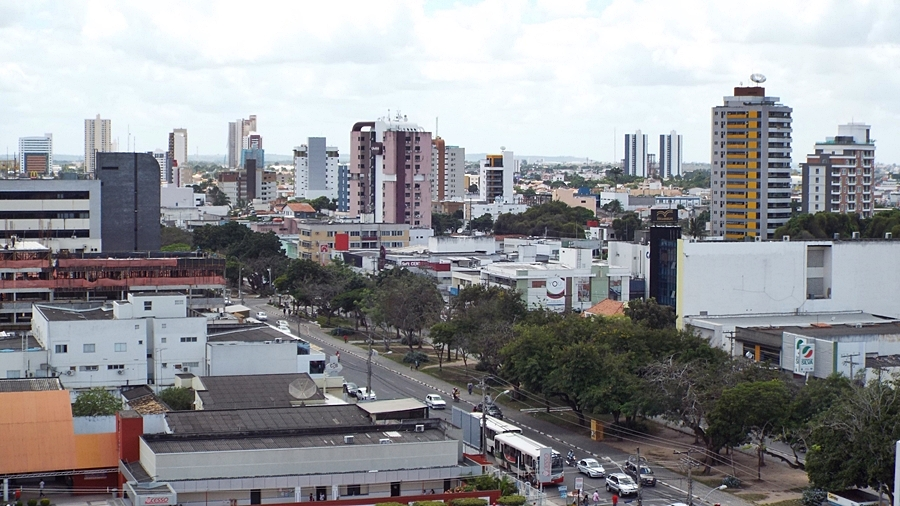
Feira de Santana, na Bahia, a cidade mais populosa do Agreste

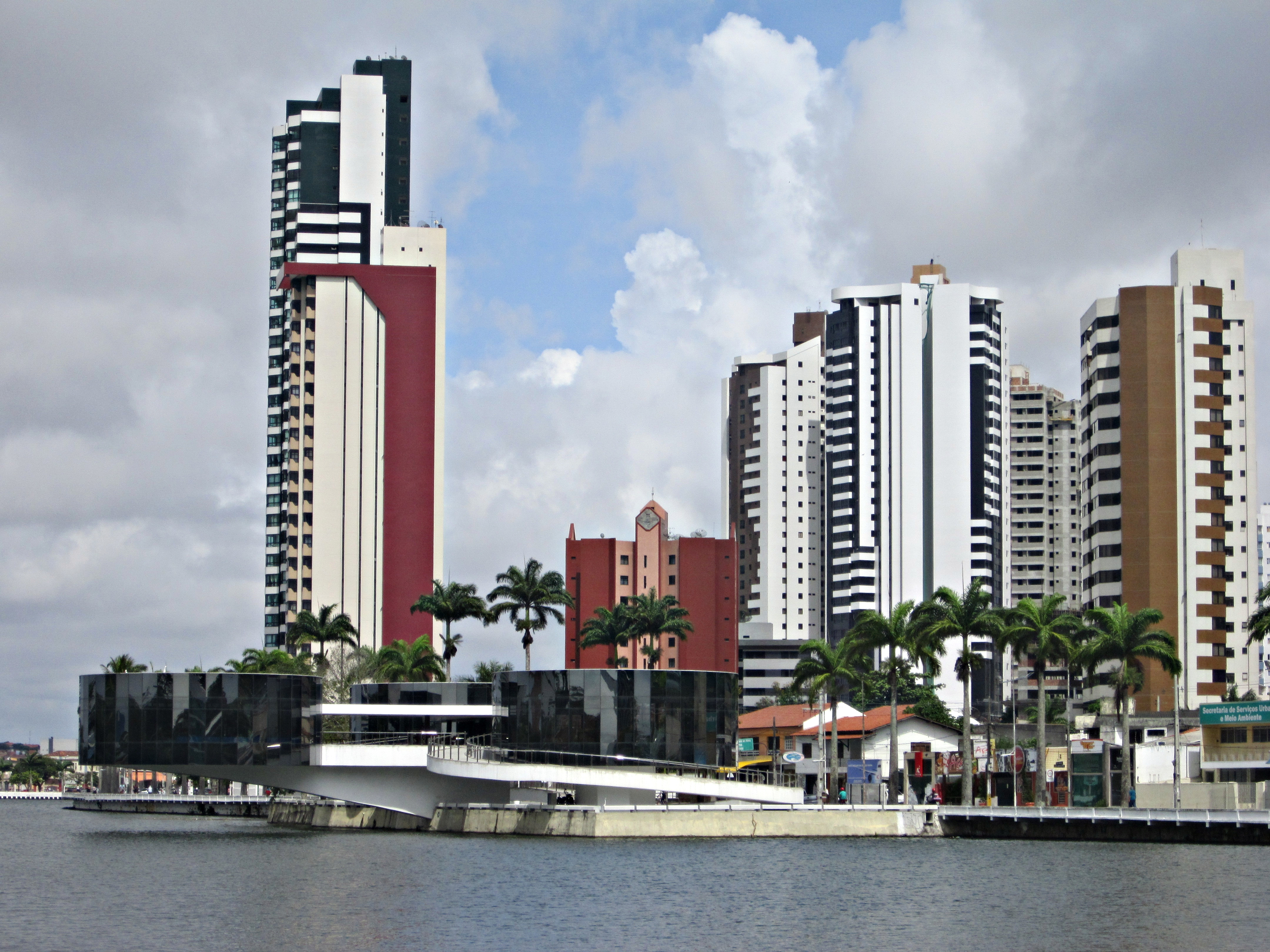
Campina Grande, na Paraíba, segunda maior cidade do Agreste

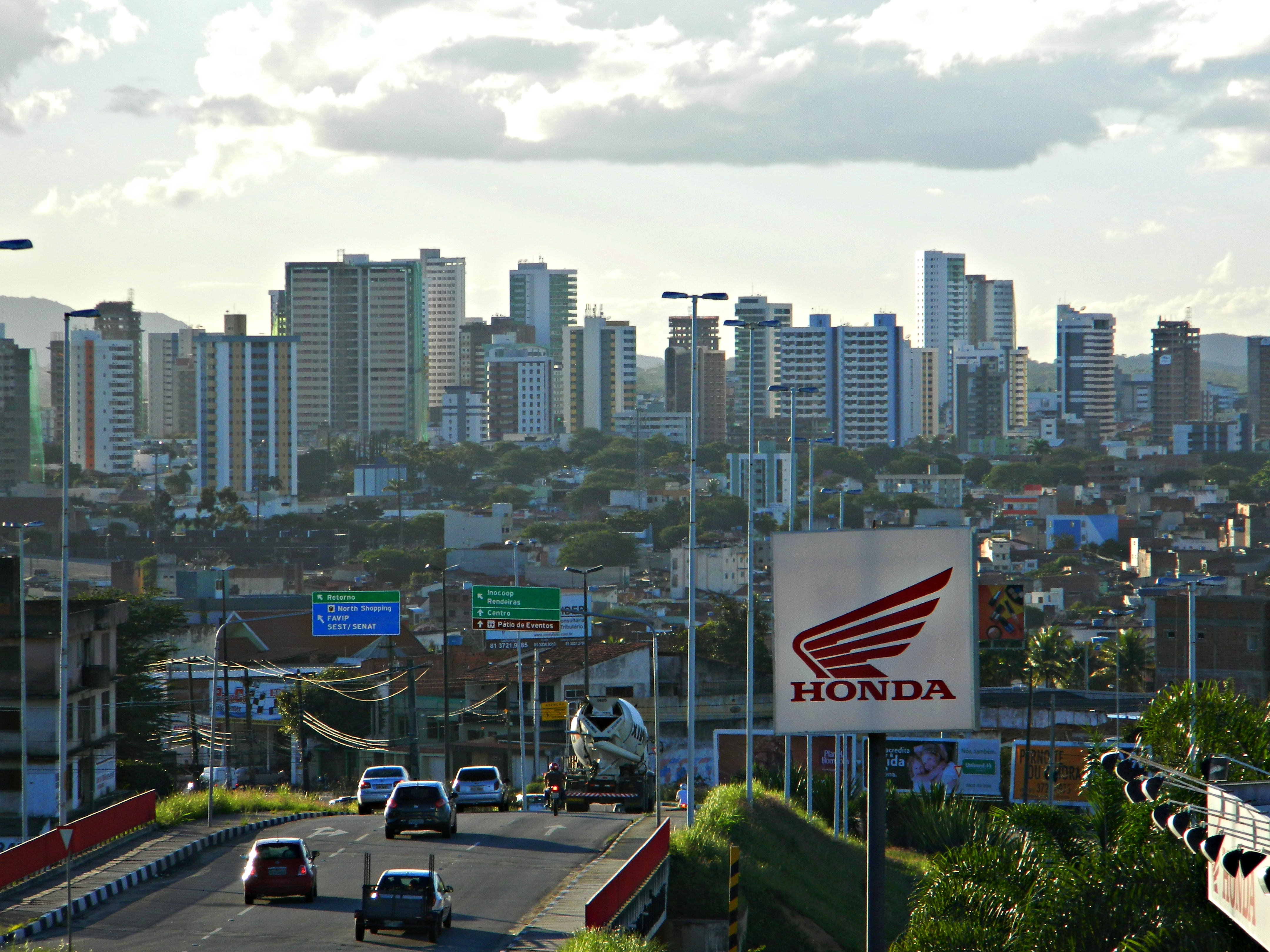
Caruaru, em Pernambuco, é a terceira cidade mais populosa do Agreste. Caruaru é o maior centro de arte figurativa da América segundo a UNESCO.

Agreste (do latim: relativo ao campo, campestre, campesiano, colono) designa uma área na Região Nordeste do Brasil de transição entre a Zona da Mata e o Sertão, que se estende por uma vasta área dos estados brasileiros da Bahia, Sergipe, Alagoas, Pernambuco, Paraíba e Rio Grande do Norte. A área ocupada pelo Agreste situa-se numa estreita faixa, paralela à costa. 
Possui como características principais solos profundos (latossolos e argissolos), com relevo extremamente variável, associados a solos rasos (litossolos), solos relativamente férteis, vegetação variável com predominância de vegetação caducifólia (decídua). É uma área sujeita a secas, cuja precipitação pluviométrica varia entre 300 e 1200 mm/ano, oscilando predominantemente entre 700 e 800 mm/ano. 
Possui 5 cidades-polo principais: Campina Grande, Caruaru, Arapiraca, Feira de Santana e Vitória da Conquista.

## Geografia
Ferreira et al. (1958, p. 471) afirma: “Em virtude da falta de unidade dos aspectos físicos e humanos aí encontrados, é difícil estabelecer-se um limite rígido entre as duas áreas - litoral e sertão -, justificando considerar aqui a existência de uma região de transição, o Agreste, que surge às vezes com as mesmas características do litoral úmido, outras vezes com o aspecto do sertão semiárido.”
O clima no Agreste começa idêntico ao da Zona da Mata, ficando mais parecido com o do Sertão conforme se aproxima deste. A hidrografia e a vegetação, refletindo o clima de transição agrestino, também são intermediárias e graduais entre a Zona da Mata e o Sertão.
O principal acidente geográfico da região é o planalto da Borborema — que apresenta vegetação tropical e florestada, consorciada com o clima úmido nas áreas altas e região da encosta leste; e vegetação de caatinga, consorciada com o clima semiárido e seco, nas áreas baixas ao centro e oeste do planalto.

### Meio antrópico
A estrutura fundiária do Agreste é basicamente formada por pequenas e médias propriedades onde se pratica a policultura, frequentemente associada à pecuária extensiva e bacia leiteira. Por estar fora da região de influência litorânea, predominando no interior nordestino, está sujeita às estiagens cíclicas, de forma que boa parte da população aí existente depende essencialmente do regime de chuvas, que são irregulares e rios temporários.
A Associação Plantas do Nordeste (APNE), entidade não governamental com parceria dos Jardins Botânicos Reais de Kew, da Inglaterra, e do CNPq, tem desenvolvido estudos visando um aproveitamento sustentável da flora local, bem como seu estudo e preservação.
Por causa da densidade demográfica e da estrutura fundiária com tendência ao minifúndio, o Agreste constitui uma área em que a pressão sobre a terra é bastante forte (pediplanação). Esse problema é grave e acaba acarretando migrações para o Sudeste.

## Demografia
A densidade demográfica do Agreste, a segunda maior entre as sub-regiões nordestinas, é intermediária entre a Zona da Mata e o Sertão e é especialmente maior em zonas de maiores precipitações e de brejos.
Nessa região, predominam pequenas e médias propriedades rurais, onde se desenvolvem a policultura e a pecuária leiteira. Seus produtos abastecem o maior mercado consumidor do nordeste — a Zona da Mata.

### Cidades
O Agreste é a única sub-região nordestina que não sedia nenhuma capital, porém abriga polos importantes, sendo as principais cidades: 
- Feira de Santana, Bahia
- Jequié, Bahia
- Alagoinhas, Bahia
- Vitória da Conquista, Bahia
- Itabaiana, Sergipe
- Lagarto, Sergipe
- Arapiraca, Alagoas
- Palmeira dos Índios, Alagoas
- Caruaru, Pernambuco
- Garanhuns, Pernambuco
- Santa Cruz do Capibaribe, Pernambuco
- Campina Grande, Paraíba

### Povoamento e étnicos e culturais
Durante o ciclo do açúcar, o cultivo da cana penetrou no interior nordestino, seguindo o curso dos rios que deságuam no oceano, mas chegava a um ponto, de clima mais seco e solos mais desfavoráveis, em que a cultura dessa planta não era possível. Desse modo, as áreas do Agreste de clima mais úmido e solos mais propícios foram povoadas pelo cultivo de cana, as áreas mais secas e de Caatinga pela pecuária e as áreas agrestinas de brejo pela agricultura.
Embora haja na população agrestina uma maioria do elemento mestiço com o indígena, o negro também participou da sua formação, sobretudo em áreas próximas à Zona da Mata e em zonas de brejo.
Em Caruaru e Campina Grande, realizam-se grandes festas juninas, que estão entre as maiores do mundo, e centradas no milho.